# گمینا رادومین
گمینا رادومین (به لهستانی:  Gmina Radomin) یک گمینا در لهستان است که در شهرستان گولوپ-دوبژن واقع شده‌است. گمینا رادومین ۸۰٫۷۷ کیلومتر مربع مساحت و ۴٬۱۰۴ نفر جمعیت دارد.